# Batalla de Getares
La batalla de Getares fou un dels episodis de la Guerra de Granada.

## Antecedents
La creixent amenaça nassarita-marínida va rellançar la guerra de reconquesta entre 1327 i 1344. Cap a 1330, Granada es va decantar per una altra aliança amb el sultà marínida disposat a una guerra oberta contra els cristians. D'aquesta manera, els marínides van arribar a recuperar els ports de Tarifa, Algesires, Gibraltar (1333) i Rota. Alfons XI de Castella va enfortir Castella durant les treves i en 1339, va ajuntar les seues tropes amb les de Pere IV d'Aragó i Alfons IV de Portugal.

## Batalla
El 4 d'abril de 1340, a la rodalia d'Algesires, va tenir lloc la batalla de Getares, en la qual la flota castellana va ser destruïda per la flota marínida, i l'almirall Alonso Jofre Tenorio va trobar-hi la mort.

## Conseqüències
Les conseqüències de la derrota van ser devastadores per a la marina castellana, ja que Castella va perdre gran part dels seus recursos navals. Alfons XI de Castella necessitava reconstruir la seva armada i per això va recórrer a l'ajuda exterior.
L'agost de 1340, un gran exèrcit marínida va desembarcar a les costes ibèriques i va assetjar Tarifa (llavors en poder dels castellans). L'enfrontament definitiu va tenir lloc a la batalla del riu Salado (30 d'octubre de 1340), on les tropes castellanes, i els seus aliats, derrotaren l'exèrcit nassarita-marínida d'Abu-l-Hàssan Alí i el nassarita Yússuf I, exèrcits més nombrosos, però pitjor armats i d'inferior tàctica. Amb la moral recuperada, Alfons XI va conquerir Alcalá la Real (1341), va derrotar els nassarites eala batalla del riu Palmones el 1343 i després de dos anys de setge va prendre Algesires el març de 1344. El 1349 va intentar conquerir en Gibraltar, però va morir de pesta durant el setge (març de 1350). Amb les seues victòries, Alfons XI va destruir l'últim suport nord-africà d'al-Àndalus. Des de mitjan segle xiv, Granada va quedar aïllada del Magrib. L'imperi marínida va anar desintegrant-se lentament a la mort d'Abu-l-Hàssan, encara que van romandre a la península fins al 1374.